# Dekanija Laško
Dekanija Laško je bila rimskokatoliška dekanija Savskega naddekanata Škofije Celje. Ukinjena je bila 1. septembra 2021 ob reorganizaciji naddekanatov in dekanij, pri čemer je bila z Dekanijo Videm ob Savi združena v novo Dekanijo Laško - Videm ob Savi.

## Župnije
1. Župnija Dol pri Hrastniku
2. Župnija Hrastnik
3. Župnija Jurklošter
4. Župnija Laško
5. Župnija Loka pri Zidanem mostu
6. Župnija Marija Širje
7. Župnija Razbor pod Lisco
8. Župnija Sv. Jedrt nad Laškim
9. Župnija Sv. Lenart nad Laškim
10. Župnija Sv. Marjeta pri Rimskih Toplicah
11. Župnija Sv. Miklavž nad Laškim
12. Župnija Sv. Rupert nad Laškim
13. Župnija Trbovlje - Sv. Marija
14. Župnija Trbovlje - Sv. Martin